# Historisches Wörterbuch der Philosophie

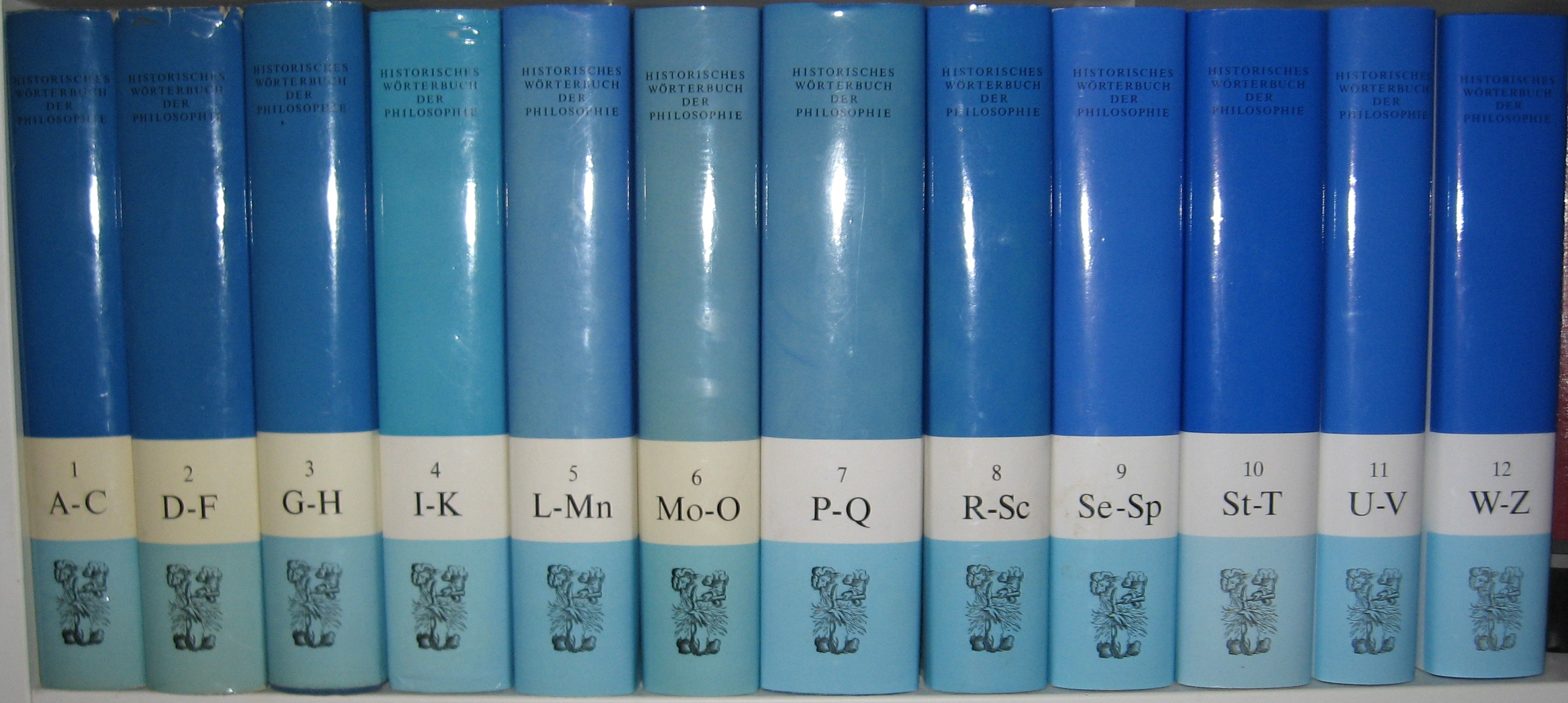
HWPh (vollständige Ausgabe)

Das Historische Wörterbuch der Philosophie (HWPh) ist ein mehrbändiges deutschsprachiges begriffsgeschichtliches Wörterbuch philosophischer Begriffe, das von 1971 bis 2007 unter den Hauptherausgebern Joachim Ritter, Karlfried Gründer und Gottfried Gabriel im Schwabe Verlag, Basel, erschienen ist. Es versteht sich als „völlig neubearbeitete Ausgabe“ des Wörterbuchs der philosophischen Begriffe (1899 ff) von Rudolf Eisler.

## Konzeption und Bedeutung
Das Historische Wörterbuch der Philosophie ist das weltweit erfolgreichste Großprojekt der deutschen akademischen Philosophie. Es bildet eine der wichtigsten Arbeitsgrundlagen philosophischer und geisteswissenschaftlicher Ausbildung und Forschung.
Das HWPh wurde ursprünglich in den 1960er-Jahren, basierend auf Eislers Wörterbuch und dessen begriffsgeschichtlichen Ansätzen, durch Joachim Ritter initiiert. Eine Vielzahl von Mitherausgebern koordinierte die Arbeit an den ihnen jeweils übertragenen Artikeln. Im HWPh wird die „Mitwirkung von mehr als 1500 Fachgelehrten“ angegeben, die „in 17.144 Spalten 3.670 Begriffe“ bearbeitet haben. Die Artikel verteilen sich laut Registerband auf 47 verschiedene Sachgruppen, die neben den im engeren Sinn philosophischen Teildisziplinen auch Astronomie, Biologie, Geographie, Geologie, Islam, Judentum, Kulturtheorie, Linguistik, Literaturtheorie, Mathematik, Medizin, Mystik, Ökonomie, Pädagogik, Physik, Psychiatrie, Psychoanalyse, Psychologie, Soziologie und Theologie umfassen. Seit dem 1. September 2017 existiert die Online-Version des HWPh als durchsuchbarer Volltext.
Aufgrund des ursprünglich relativ neuen begriffsgeschichtlichen Ansatzes und der langen Laufzeit des Projekts sind einige Besonderheiten zu beobachten:
- Der Artikelstil entwickelt sich in den späteren Bänden stark weiter. Vor allem in den ersten Bänden finden sich zum Teil einige Artikel, die wenig begriffsgeschichtlich orientiert geschrieben sind.
- Die Artikellänge nimmt in späteren Bänden stark zu (von durchschnittlich zwei Spalten pro Lemma auf über sechs).
- Der letzte Band ist mit einer „Verspätung“ von fast einem Vierteljahrhundert gegenüber den ursprünglichen Planungen erschienen.
- Für Mitglieder der Wissenschaftlichen Buchgesellschaft ist eine Lizenzausgabe erhältlich.

Der im gleichen Verlag erscheinende Grundriss der Geschichte der Philosophie ist das systematisch angelegte Gegenstück zu dem alphabetisch angeordneten Wörterbuch.

## Bibliographische Angaben
Übersicht der einzelnen Bände
Die Bände 1–3 wurden von Joachim Ritter, die Bände 4–10 von Karlfried Gründer, Band 11–12 von Gottfried Gabriel, der Registerband von Margarita Kranz herausgegeben.
- 1. Band (A–C) 1971
- 2. Band (D–F) 1972
- 3. Band (G–H) 1974
- 4. Band (I–K) 1976
- 5. Band (L–Mn) 1980
- 6. Band (Mo–O) 1984
- 7. Band (P–Q) 1989
- 8. Band (R–Sc) 1992
- 9. Band (Se–Sp) 1995
- 10. Band (St–T) 1998
- 11. Band (U–V) 2001
- 12. Band (W–Z) 2005
- 13. Band (Register) 2007

Der 13. Band enthält ein Register und eine CD-ROM mit dem Volltext aller Bände sowie einer Software für Windows und macOS, die es ermöglicht, den Volltext zu durchsuchen. Die Software enthält, ungewöhnlich für solche Werke, kein DRM-Verfahren.
Gesamtausgabe
- Druckausgabe, 13 Bände, 1971 bis 2007, ISBN 978-3-7965-0115-9
- zusammen als CD-Rom, 2010, ISBN 978-3-7965-2685-5
- Online-Version, 2017, ISBN 978-3-7965-3736-3